# Lacerta trilineata
Lacerta trilineata là một loài thằn lằn trong họ Lacertidae. Loài này được Bedriaga mô tả khoa học đầu tiên năm 1886.

## Hình ảnh

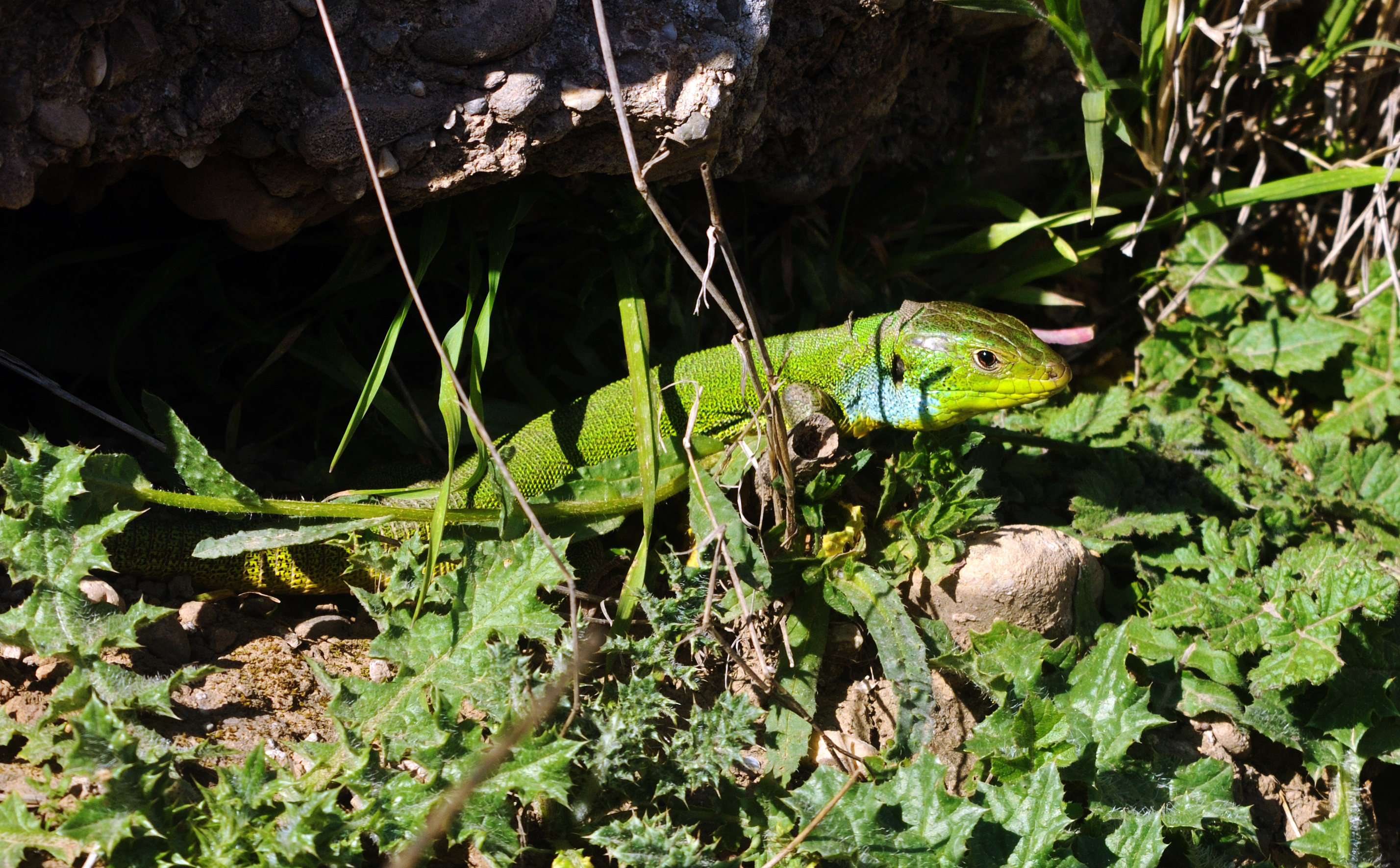
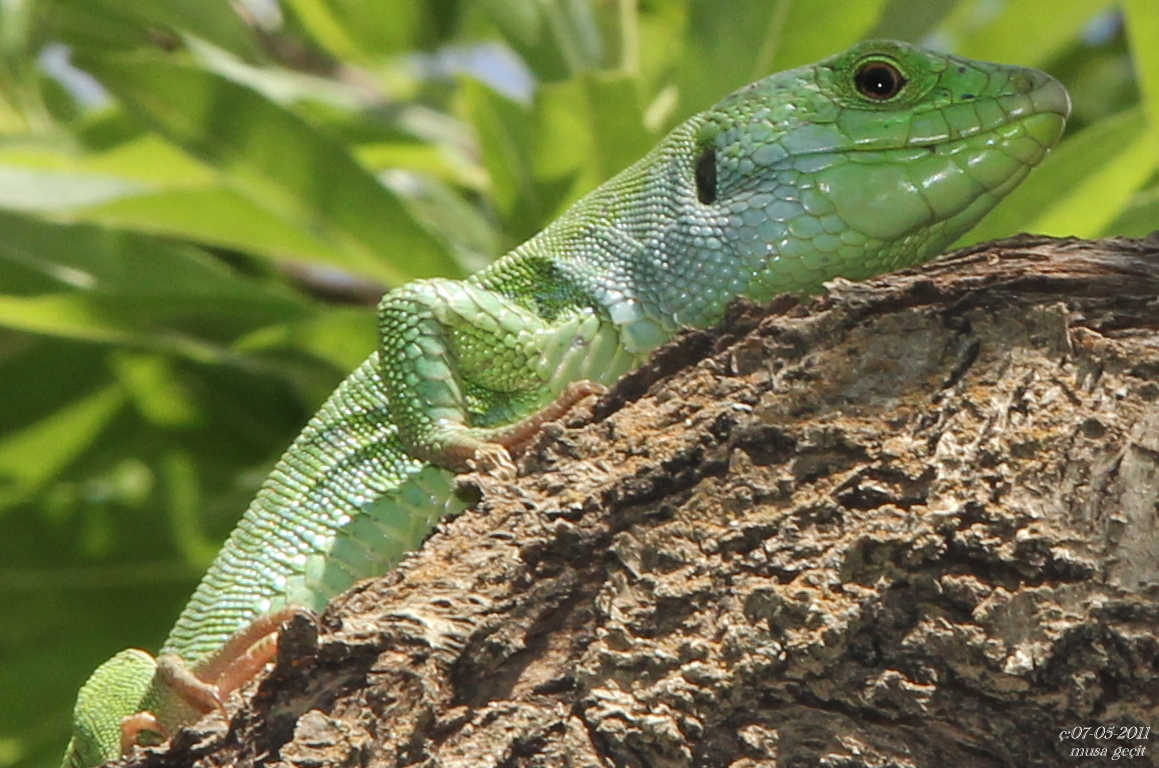
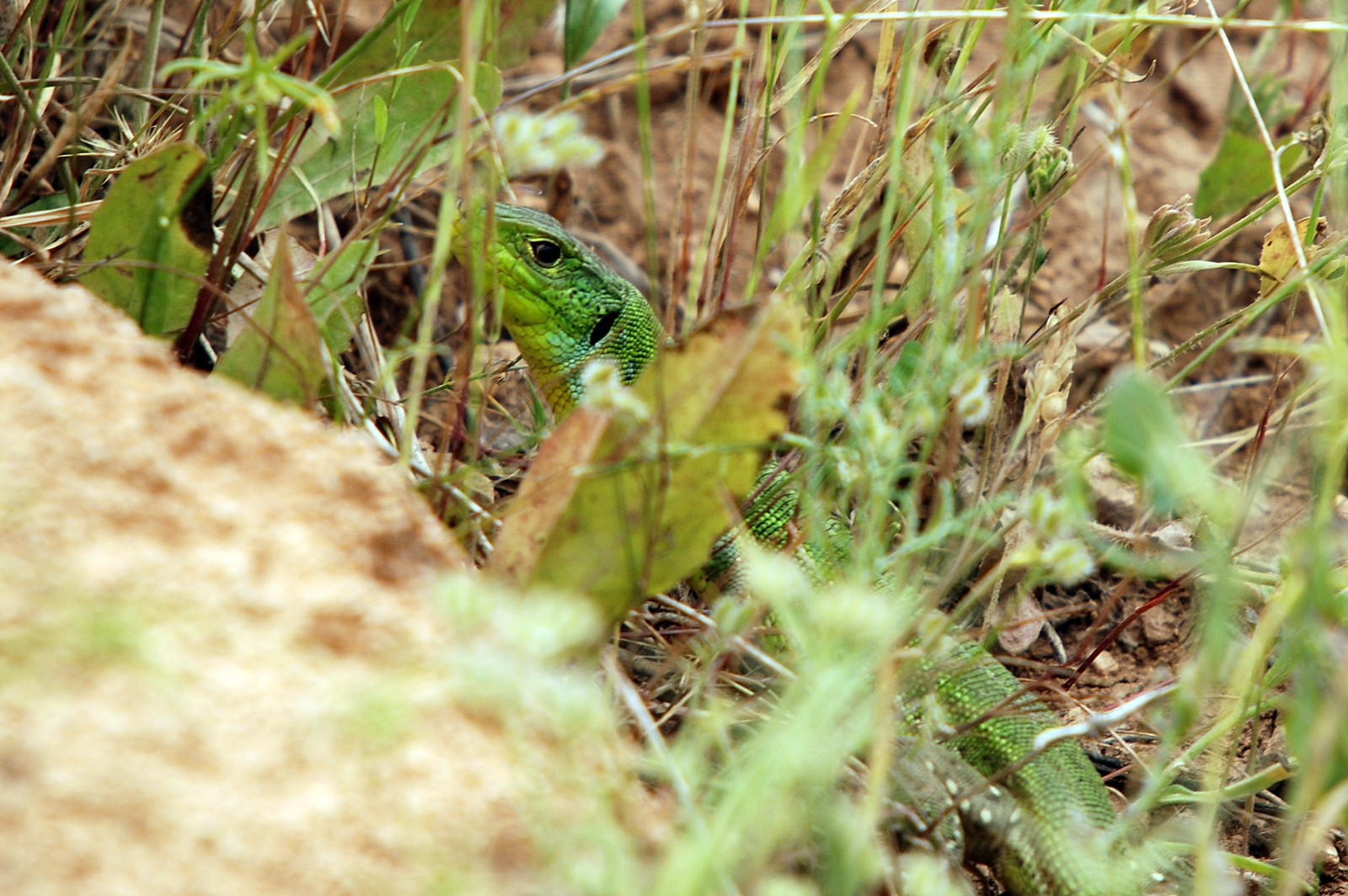